# Odette Giuffrida
Odette Giuffrida (Rim, 12. listopada 1994.) talijanska je džudašica, natjecateljica u kategoriji do 52 kilograma.
Na svom prvom velikom natjecanju, Svjetskom prvenstvu 2015. u Astani, završila je 5. u svojoj kategoriji.
Uoči Olimpijskih igara 2016. u Rio de Janeiru, osvojila je Grand Prix turnir u Tbilisiju, čime je i potvrdila svoj plasman u Rio.
Na Olimpijskim igrama je u svojoj kategoriji (do 52 kg) osvojila je srebrno odličje porazom u završnici od kosovske džudašice Majlinde Kelmendi.